# 山南镇
山南镇，是中华人民共和国安徽省合肥市肥西县下辖的一个乡镇级行政单位。

## 行政区划
山南镇下辖以下地区：
山南街道社区、陡岗社区、金牛社区、小井庄村、兴庄村、李桥村、西岗村、夏寨村、吕楼村、荷冲村、沈店村、馆北村、馆东村、板墙村、华山村、上圩村、光明村、三合村、金圩村、六合村、林业村、长庄村、洪桥村、新圩村、芦墩村、城河村和龙嘴村。